# Soca (wieś)
Soca – wieś w Rumunii, w okręgu Temesz, w gminie Banloc. W 2011 roku liczyła 429 mieszkańców.